# Leo Ulfeldt
Leo Ulfeldt, också Uhlefeld, född 22 mars 1651 i Köpenhamn, död 11 april 1716 i Wien, var en dansk adelsman och österrikisk militär.
Leo Ulfeldt var yngste son till den danske rikskanslern Corfitz Ulfeldt och Leonora Christina. Han tillbringade sina första levnadsår hos mormodern Kirsten Munk på  herrgården Boller på Jylland och från 1653 hos föräldrarna, som då bodde i Stockholm. 
Hans framtida karriär var stängd i Danmark-Norge på grund av att fadern hamnat i onåd hos den danske kungen. Han lämnade landet och omkring 1680 gick han i tjänst hos Österrikes kejsare i Wien. Han fick 1682 under fältmarskalken Raimondo Montecuccoli kommando över ett infanterikompani, och senare över ett ryttarregemente, som utmärkte sig i krig mot osmanska riket i strid mot ett turkiskt tatarförband. Han befordrades på denna merit till generalmajor och blev också kammarherre hos kejsaren. Genom sina insatser för den senare kejsar Karl VI i samband med dennes anspråk på den spanska kronan i Spanien under spanska tronföljdskriget, befordrades han till fältmarskalk 1706 och utnämndes då också till vicekung av Katalonien. 
Med tillstånd av den danska regeringen besökte han sin mor i Maribo vid två tillfällen 1691 och 1693. Efter moderns död 1698 hämtade han från Maribo till Österrike sin äldsta syster Anne Cathrine (1639–1707). Han medtog då, eller möjligen tidigare, också manuskriptet till Leonora Christinas memoarer Jammers Minde, vilket därefter okänt för omvärlden förvarades i släkterna Ulfeldts och Waldsteins bibliotek i Österrike, tills de återupptäcktes 1868.
Leo Ulfeldt gifte sig 1697 med Anna Maria Sinzendorff (1674–1736), som var dotter till greve Rudolph Sinzendorff (1636–1677). Paret fick två söner, varav den ene, Anton Corfitz Ulfeldt (1699–1769), blev österrikisk diplomat.